# Betula raymundii
Betula raymundii är en björkväxtart som beskrevs av Ernest Lepage. Betula raymundii ingår i släktet björkar, och familjen björkväxter. Inga underarter finns listade.